# Smlouva z Guadalupe Hidalgo

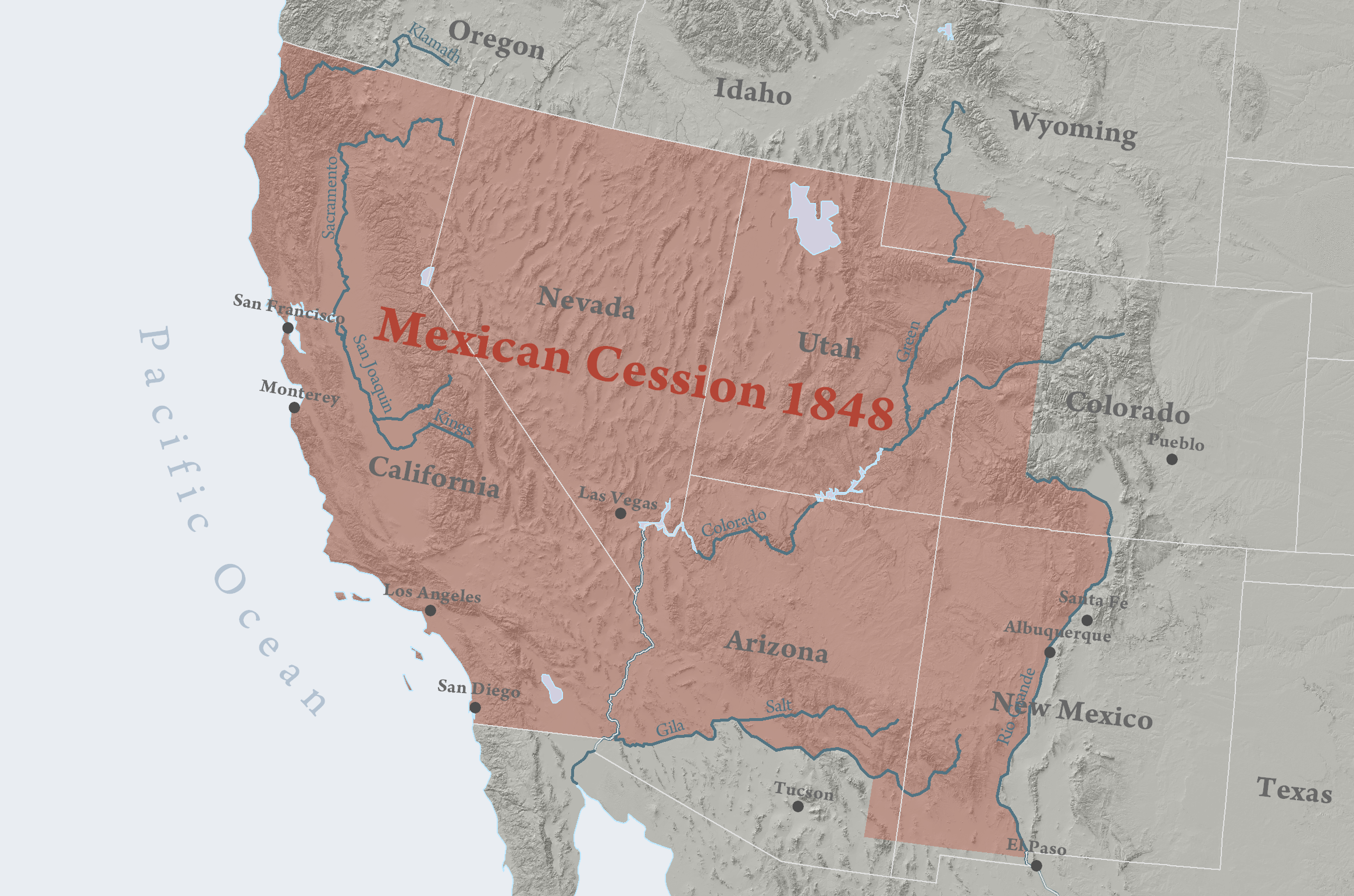
Zákres území, které přešlo pod suverenitu USA

Mapa jihozápadu USA s červeně zakresleným nově nabytým území

Smlouva z Guadalupe Hidalgo je mírová smlouva, která ukončila mexicko-americkou válku (1846 – 1848). Podle této smlouvy přenechalo Mexiko Spojeným státům americkým území o velikosti 1,36 milionu km², což představovalo více než polovinu tehdejší mexické rozlohy. Mexiko uznalo jako hranici mezi svým územím a Texasem řeku Rio Grande a postoupilo regiony Alta California a Santa Fe de Nuevo México (dnešní státy Kalifornie, Nevada, Utah a části Arizony, Nového Mexika, Colorada a Wyomingu. USA zaplatily Mexiku 15 miliónů dolarů jako náhradu válečných škod. Smlouva byla podepsána 2. února 1848 v katedrále v Guadalupe Hidalgo (dnešní městská čtvrť Gustavo A. Madero) a vstoupila v platnost 30. května téhož roku.
O pět let později, v roce 1853 odkoupily Spojené státy od Mexika další území (jih dnešní Arizony a Nového Mexika) – viz Gadsdenova koupě. Touto smlouvou vznikla současná hranice mezi oběma státy.